# ریسک (فیلم ۲۰۰۷)
«ریسک» (انگلیسی: Risk (2007 film)) یک فیلم است که در سال ۲۰۰۷ منتشر شد. از بازیگران آن می‌توان به وینود خانا اشاره کرد.